# فارفارا فلينك
فارفارا فلينك (بالروسية: Варвара Флинк)‏ مواليد 13 ديسمبر 1996 في موسكو، هي لاعبة كرة مضرب روسية. أعلى مركز لها في تصنيف رابطة محترفات كرة المضرب في الفردي كان المركز الـ 428 في سنة 2012. أعلى تصنيف لها في الزوجي كان المركز الـ 471 في سنة 2013.

## النهائيات

### الفردي: 3 (0–3)
| الحصيلة | الرقم | التاريخ        | الدورة         | الأرضية | المنافس           | النقاط        |
| ------- | ----- | -------------- | -------------- | ------- | ----------------- | ------------- |
| الوصيف  | 1.    | 21 فبراير 2016 | شرم الشيخ، مصر | صلبة    | جوليا ترزييسكا    | 4–6, 3–6      |
| الوصيف  | 2.    | 28 فبراير 2016 | شرم الشيخ، مصر | صلبة    | تيريزا ميهاليكوفا | 1–6, 4–6      |
| الوصيف  | 3.    | 6 مارس 2016    | شرم الشيخ، مصر | صلبة    | فيكتوريا كوزموفا  | 4–6, 6–2, 6–1 |

### الزوجي: 2 (2–0)
| الحصيلة | الرقم | التاريخ       | الدورة         | الأرضية | الشريك               | المنافسون                         | النقاط   |
| ------- | ----- | ------------- | -------------- | ------- | -------------------- | --------------------------------- | -------- |
| الفوز   | 1.    | 3 نوفمبر 2012 | المنستير، تونس | صلبة    | جييمي-جيل فان دي وال | فالريا بودا ليسان فان ريت         | 6–3, 6–2 |
| الفوز   | 2.    | 3 أكتوبر 2015 | شرم الشيخ، مصر | صلبة    | فيرونيكا ميروشنيشنكو | جيكلين سيباج أواد مارتينا برادوفا | 6–3, 6–4 |

## روابط خارجية
- فارفارا فلينك على موقع رابطة محترفات التنس (الإنجليزية)
- فارفارا فلينك على موقع الاتحاد الدولي لكرة المضرب (الإنجليزية)
- فارفارا فلينك على موقع بطولة ويمبلدون (الإنجليزية)
- فارفارا فلينك على موقع خلاصة التنس.كوم (الإنجليزية)
- فارفارا فلينك على موقع إي إس بي إن.كوم (الإنجليزية)